# Marina Ratner
Marina Ratner (em russo:  Марина Ратнер; Moscou, 30 de outubro de 1938 - El Cerrito, 7 de julho de 2017) foi uma matemática estadunidense nascida na Rússia.
Morreu no dia 7 de Julho de 2017 em El Cerrito, Califórnia, aos 78 anos.